# Jože Sterle
Jože Sterle, slovenski politik, * ?.
Med 1. januarjem 2001 in 3. decembrom 2004 je bil državni sekretar Republike Slovenije na Ministrstvu za kmetijstvo, gozdarstvo in prehrano Republike Slovenije.